# Seltzer
Seltzer és una concentració de població designada pel cens dels Estats Units a l'estat de Pennsilvània. Segons el cens del 2000 tenia 307 habitants.

## Demografia
Segons el cens del 2000, Seltzer tenia 307 habitants, 129 habitatges, i 82 famílies. La densitat de població era de 1.693,3 habitants per quilòmetre quadrat.
Dels 129 habitatges en un 20,2% hi vivien nens de menys de 18 anys, en un 52,7% hi vivien parelles casades, en un 7,8% dones solteres, i en un 35,7% no eren unitats familiars. En el 31% dels habitatges hi vivien persones soles el 17,8% de les quals corresponia a persones de 65 anys o més que vivien soles. El nombre mitjà de persones vivint en cada habitatge era de 2,38 i el nombre mitjà de persones que vivien en cada família era de 3,05.
Per edats la població es repartia de la següent manera: un 17,3% tenia menys de 18 anys, un 4,6% entre 18 i 24, un 26,7% entre 25 i 44, un 31,3% de 45 a 60 i un 20,2% 65 anys o més.
L'edat mediana era de 47 anys. Per cada 100 dones de 18 o més anys hi havia 86,8 homes.
La renda mediana per habitatge era de 33.438 $ i la renda mediana per família de 38.438 $. Els homes tenien una renda mediana de 33.000 $ mentre que les dones 22.250 $. La renda per capita de la població era de 20.422 $. Cap de les famílies estaven per davall del llindar de pobresa.

## Poblacions més properes
El següent diagrama mostra les poblacions més properes.